# Nietzsche-Haus Naumburg

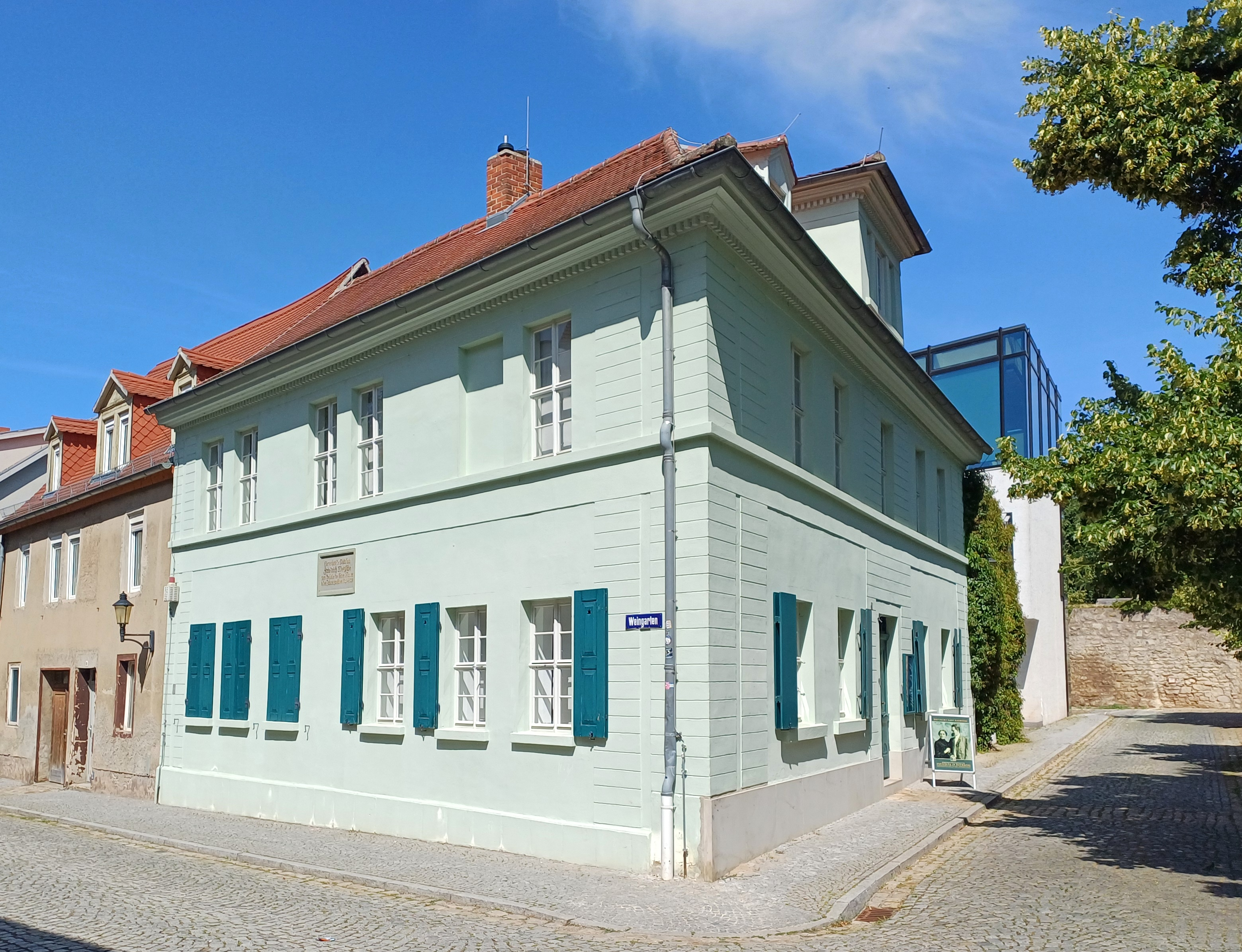
Das Nietzsche-Haus in Naumburg

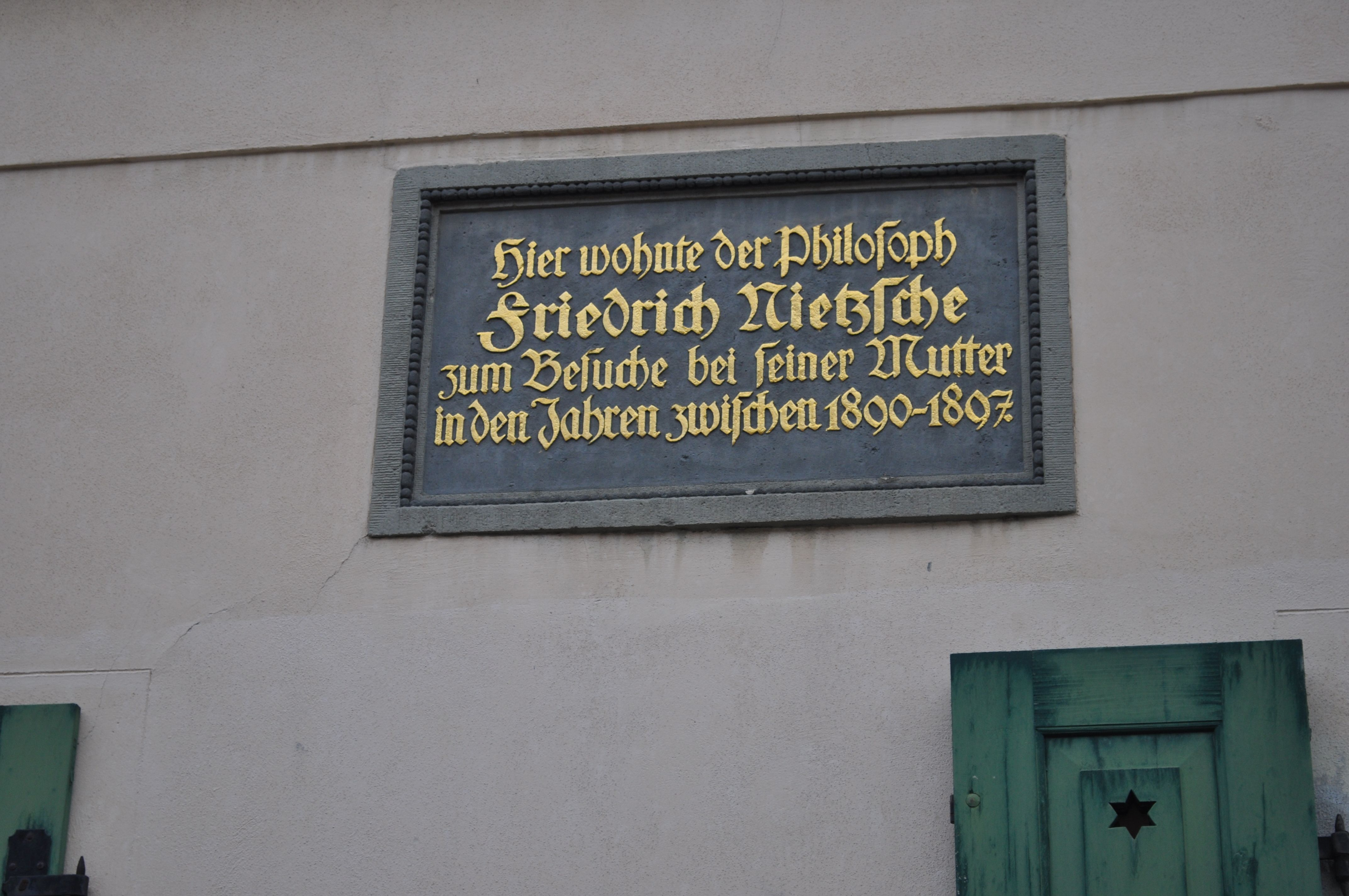
Erinnerungstafel am Haus

Das Nietzsche-Haus in Naumburg (Saale) widmet sich dem Leben und Werk des Philosophen Friedrich Nietzsche.
Im Sommer 1858 zog Nietzsches Mutter Franziska Nietzsche mit ihren zwei Kindern Friedrich und Elisabeth in das Haus Nr. 355, heute Weingarten 18. Sie hatte im Obergeschoss eine helle, geräumigere Wohnung angemietet. 1878 kaufte sie das Haus und blieb hier bis zu ihrem Lebensende wohnen. Nachdem sie 1897 gestorben war, wurde das Haus von ihrer Tochter verkauft.
Seit 1994 ist das Naumburger Nietzsche-Haus für die Öffentlichkeit zugänglich. In einer Dauerausstellung wird das Leben und Werk des Philosophen dokumentiert, während die in den Ausstellungsräumen aufgestellte Hausbibliothek dem Besucher Gelegenheit gibt, sich mit dem Werk Nietzsches bekannt zu machen.
Im Oktober 2010 wurde das Nietzsche-Dokumentationszentrum eröffnet. Der Neubau entstand unmittelbar neben dem Nietzsche-Haus nach einem internationalen Architekturwettbewerb der Stadt Naumburg, den das Weimarer Architekturbüro KGB Architekten Kirchmeier, Graw, Brück gewann. Es ist ein moderner, kubistischer Glasbau, der sich deutlich von der übrigen Bebauung der historischen Innenstadt abhebt. Ein Innenhof verbindet die beiden Häuser.
Das Nietzsche-Dokumentationszentrum ist der Erforschung und der kritischen Auseinandersetzung mit der Nietzsche-Rezeption gewidmet. Einmal jährlich im Oktober treffen sich Philosophen aus aller Welt. Während des viertägigen Nietzsche-Kongresses werden spezifische Themen aus dem Werk des Philosophen vorgestellt und diskutiert.
Das Museum ist als bedeutende Kulturstätte im Blaubuch der Deutschen Bundesregierung aufgeführt.